# Llista de colles castelleres
Aquesta és una llista de colles castelleres actives, universitàries, en formació, desaparegudes i de fora de l'àmbit cultural català.

## Colles castelleres actuals
A 2022, hi ha 104 colles castelleres convencionals que són membres de ple dret de la Coordinadora de Colles Castelleres de Catalunya.
| Imatge | Nom                                          | Localitat                                                                         | Comarca                   | Fundació                           | Color de camisa             | Màxim castell assolit | Diades destacades | Escut                                          |
| ------ | -------------------------------------------- | --------------------------------------------------------------------------------- | ------------------------- | ---------------------------------- | --------------------------- | --------------------- | --- | ---------------------------------------------- |
|        | Al·lots de Llevant                           | Manacor                                                                           | Llevant (Mallorca)        | 1997                               | Verd fosc                   | 4de8                  | - Diada dels Al·lots de Llevant (octubre) | Escut dels Al·lots de Llevant                  |
|        | Bordegassos de Vilanova                      | Vilanova i la Geltrú                                                              | Garraf                    | 1972                               | Groc terrós                 | 3de9f                 | - Festa Major de les Neus (agost) |                                                |
|        | Brivalls de Cornudella                       | Cornudella de Montsant                                                            | Priorat                   | 1976–1985, 2012                    | Blau marí                   | 3de7                  | - Diada de Tots Sants (novembre) |                                                |
|        | Capgrossos de Mataró                         | Mataró                                                                            | Maresme                   | 1996                               | Blau marí                   | 5d9f                  | - Diada de les Santes (juliol) - Diada Mariona Galindo Lora (novembre) |                                                |
|        | Carallots de Sant Vicenç dels Horts          | Sant Vicenç dels Horts                                                            | Baix Llobregat            | 2012                               | Taronja                     | 5de7                  | - Diada dels Carallots de Sant Vicenç dels Horts (novembre) | Escut dels Carallots de Sant Vicenç dels Horts |
|        | Castellers d'Altafulla                       | Altafulla                                                                         | Tarragonès                | 1973–1988, 1995                    | Lila                        | 2de7                  | - Festa Major de Sant Martí (novembre) |                                                |
|        | Castellers d'Andorra                         | Santa Coloma d'Andorra                                                            | Andorra                   | 2014                               | Bordeus                     | 3de7(c)               | | Escut dels Castellers d'Andorra                |
|        | Castellers d'Esparreguera                    | Esparreguera                                                                      | Baix Llobregat            | 1994                               | Bordeus                     | 2de7                  | - Festa Major d'Esparreguera (segon diumenge d'agost) | Escut dels Castellers d'Esparreguera           |
|        | Castellers de Badalona                       | Badalona                                                                          | Barcelonès                | 1996                               | Micaco (nespre) (Groc fort) | 4de8                  | - Festes de Maig - Festa Major d'Agost | Escut dels Castellers de Badalona              |
|        | Castellers de Barcelona                      | Barcelona                                                                         | Barcelonès                | 1969                               | Vermell                     | 9de8                  | - Festa Major de Barcelona (setembre) - Festa Major del Clot (novembre) | Escut dels Castellers de Barcelona             |
|        | Castellers de Berga                          | Berga                                                                             | Berguedà                  | 2012                               | Blau fosc                   | 4de8                  | - Diada dels 4 fuets | Escut Castellers de Berga                      |
|        | Castellers de Caldes de Montbui              | Caldes de Montbui                                                                 | Vallès Oriental           | 1996                               | Verd ampolla                | 5de7                  | - Festa Major de Caldes de Montbui (segon diumenge d'octubre) |                                                |
|        | Castellers de Castellar del Vallès           | Castellar del Vallès                                                              | Vallès Occidental         | 2013                               | Bordeus                     | 3de7                  | - Diada dels Tres Tombs - Sant Antoni Abat (entre febrer i abril) - Festa Major de Castellar del Vallès (11 de setembre)                                                               |                                                |
|        | Castellers de Castelldefels                  | Castelldefels                                                                     | Baix Llobregat            | 1981                               | Groc                        | 2de7(c)               | - Festa Major d'Estiu (agost) - Festa Major d'Hivern (desembre) | Castellers de Castelldefels                    |
|        | Castellers de Cerdanyola                     | Cerdanyola del Vallès                                                             | Vallès Occidental         | 1998                               | Verd                        | 2de7                  | - Festa Major del Roser de Maig (maig) - Festa Major del Pont Vell (setembre) - Diada dels Castellers de Cerdanyola i Festes de Sant Martí (novembre)                                  | Escut Castellers de Cerdanyola                 |
|        | Castellers de Cornellà                       | Cornellà de Llobregat                                                             | Baix Llobregat            | 1991                               | Lila                        | 4de8                  | - Corpus (diumenge de Corpus) - Diada dels Castellers de Cornellà (1r diumenge de novembre)                                                                                            |                                                |
|        | Castellers de l'Alt Maresme                  | Pineda de Mar, Calella, Blanes, Malgrat de Mar, Tordera, Palafolls, Santa Susanna | Maresme, la Selva         | 2013                               | Vermell maduixa             | 2de7                  | - Diada dels Castellers de l'Alt Maresme (novembre) | Escut dels Castellers de l'Alt Maresme         |
|        | Colla Castellera de l'Esquerra de l'Eixample | Barcelona (Esquerra de l'Eixample)                                                | Barcelonès                | 2018                               | Lila                        | 4d7a                  | - Festa Major de l'esquerra de l'Eixample (octubre) - Diada d'Aniversari (juny) |                                                |
|        | Castellers de la Sagrada Família             | Barcelona (Sagrada Família)                                                       | Barcelonès                | 2002                               | Verd                        | 3de8(c)               | - Festa Major de la Sagrada Família (abril) - Diada d'Aniversari dels Castellers de la Sagrada Família (octubre)                                                                       |                                                |
|        | Castellers de la Vila de Gràcia              | Barcelona (Vila de Gràcia)                                                        | Barcelonès                | 1996                               | Blau marí                   | 3de9f                 | - Festa Major de Gràcia (agost) - Diada dels Castellers de la Vila de Gràcia (novembre)                                                                                                |                                                |
|        | Castellers de les Roquetes                   | Sant Pere de Ribes (Les Roquetes)                                                 | Garraf                    | 2011                               | Gris                        | 3de7                  | - Festa Major de les Roquetes (juny) - Diada dels Castellers de les Roquetes (octubre)                                                                                                 | Escut dels Castellers de les Roquetes          |
|        | Castellers de Lleida                         | Lleida                                                                            | Segrià                    | 1995                               | Bordeus                     | 2de8f                 | - Festa Major de Sant Miquel (setembre) - Diada dels Castellers de Lleida (novembre)                                                                                                   |                                                |
|        | Castellers de Mallorca                       | Palma                                                                             | Mallorca                  | 1995                               | Granat                      | 2de7                  | - Diada dels Castellers de Mallorca (octubre) | Escut dels Castellers de Mallorca              |
|        | Castellers de Mediona                        | Mediona                                                                           | Alt Penedès               | 2017                               | Texà                        | 3de7                  | |                                                |
|        | Castellers de Mollet                         | Mollet del Vallès                                                                 | Vallès Oriental           | 1992                               | Verd clar                   | 5de7                  | - Diada Castellera de Mollet (octubre) | Escut dels Castellers de Mollet                |
|        | Castellers de Montcada i Reixac              | Montcada i Reixac                                                                 | Vallès Occidental         | 1991–1998, 2013                    | Teula                       | 3de7                  | - Festa Major de Montcada i Reixac |                                                |
|        | Castellers de Rubí                           | Rubí                                                                              | Vallès Occidental         | 1996                               | Vermell                     | 3de7                  | - Festes majors de Sant Pere (juny) - Festa Major de Sant Roc (setembre) - Diada dels Castellers de Rubí (novembre)                                                                    | Escut dels Castellers de Rubí                  |
|        | Castellers de Sabadell                       | Sabadell                                                                          | Vallès Occidental         | 1994                               | Verd                        | 3de9f                 | - Festa Major de Sabadell (primer diumenge de setembre) - Diada dels Saballuts (octubre)                                                                                               |                                                |
|        | Castellers de Sant Cugat                     | Sant Cugat del Vallès                                                             | Vallès Occidental         | 1996                               | Verd Collserola (Verd fosc) | 3de9f                 | - Festa Major de Sant Pere (juliol) - Diada dels Castellers de Sant Cugat (novembre)                                                                                                   | Escut dels Castellers de Sant Cugat            |
|        | Castellers de Sant Feliu                     | Sant Feliu de Llobregat                                                           | Baix Llobregat            | 1996                               | Magenta                     | 4de7a                 | - Festa Major de Sant Feliu de Llobregat (octubre) | Escut dels Castellers de Sant Feliu            |
|        | Castellers de Santa Coloma                   | Santa Coloma de Gramenet                                                          | Barcelonès                | 1992                               | Blau cel                    | 3de7                  | - Festa Major de Santa Coloma de Gramenet (setembre) |                                                |
|        | Castellers de Santpedor                      | Santpedor                                                                         | Bages                     | 2013                               | Daurat                      | 3de7                  | |                                                |
|        | Castellers de Sants                          | Barcelona (Sants)                                                                 | Barcelonès                | 1993                               | Gris brut                   | 5de9f                 | - Diada dels Castellers de Sants (octubre) |                                                |
|        | Castellers de Terrassa                       | Terrassa                                                                          | Vallès Occidental         | 1980                               | Blau turquesa               | 3de9f(c)              | - Festa Major de Terrassa (juliol) - Diada dels Castellers de Terrassa (novembre) |                                                |
|        | Castellers de Viladecans                     | Viladecans                                                                        | Baix Llobregat            | 2013                               | Verd clar                   | 2de6                  | - Festa Major de Viladecans (setembre) - Diada dels Castellers de Viladecans (novembre)                                                                                                | Escut dels Castellers de Viladecans            |
|        | Castellers de Vilafranca                     | Vilafranca del Penedès                                                            | Alt Penedès               | 1948                               | Verd                        | 4de10fm               | - Diada de Sant Fèlix (30 d'agost) - Diada de Tots Sants (1 de novembre) | Escut dels Castellers de Vilafranca            |
|        | Castellers del Foix de Cubelles              | Cubelles                                                                          | Garraf                    | 2019                               | Blau turquesa               | 4d7                   | - Diada dels Castellers del Foix de Cubelles (juliol) | Castellers del Foix de Cubelles                |
|        | Castellers del Poble Sec                     | Barcelona (El Poble-sec)                                                          | Barcelonès                | 1998                               | Blau cel                    | 3de8                  | - Festa Major del Poble-sec (juliol) | Escut dels Castellers del Poble Sec            |
|        | Castellers del Prat de Llobregat             | El Prat de Llobregat                                                              | Baix Llobregat            | 2014                               | Blau pota blava (Blau)      | 3de7                  | - Diada dels Castellers del Prat (Sant Pere i Sant Pau) - Festa Major del Prat (Sant Cosme i Sant Damià)                                                                               | Escut dels Castellers del Prat                 |
|        | Castellers del Riberal                       | Bao                                                                               | Rosselló (Catalunya Nord) | 1997                               | Verd                        | 4de7a                 | - Diades Airenovenques - Fira de Millars - Identi'cat |                                                |
|        | Colla Castellera de Figueres                 | Figueres                                                                          | Alt Empordà               | 1996                               | Lila                        | 2de7                  | - Fires i Festes de la Santa Creu (maig) |                                                |
|        | Colla Castellera de Sant Pere i Sant Pau     | Tarragona (Sant Pere i Sant Pau)                                                  | Tarragonès                | 1990                               | Verd                        | Pde7f                 | - Festes de Santa Tecla de Tarragona (setembre) |                                                |
|        | Colla Castellera Jove de Barcelona           | Barcelona                                                                         | Barcelonès                | 2010                               | Granat                      | 3de8                  | - Diada del 1714 (11 de setembre) - Festa Major del Poblenou (setembre) - Diada de la Mercè (24 de setembre)                                                                           | Escut de la Colla Castellera Jove de Barcelona |
|        | Colla de Castellers d'Esplugues              | Esplugues de Llobregat                                                            | Baix Llobregat            | 1994                               | Blau elèctric               | 3de8                  | | Escut dels Castellers d'Esplugues              |
|        | Colla Jove de Castellers de Sitges           | Sitges                                                                            | Garraf                    | 1993                               | Vi                          | 4de8                  | - Festa Major de Sant Bartomeu (24 d'agost) - Festa Major de Santa Tecla (23 de setembre) - Diada de la Colla Jove de Castellers de Sitges (penúltim o últim cap de setmana d'octubre) |                                                |
|        | Colla Jove de l'Hospitalet                   | L'Hospitalet de Llobregat                                                         | Barcelonès                | 2000                               | Verd carxofa                | 3de7a                 | |                                                |
|        | Colla Jove Xiquets de Tarragona              | Tarragona                                                                         | Tarragonès                | 1979                               | Lila                        | 3de10fm               | - Festes de Santa Tecla de Tarragona (setembre) | Escut de la Colla Jove Xiquets de Tarragona    |
|        | Colla Jove Xiquets de Vilafranca             | Vilafranca del Penedès                                                            | Alt Penedès               | 2010                               | Blau cel                    | 2de7                  | - Diada de la Colla Jove Xiquets de Vilafranca (12 d'octubre) | Escut de la Colla Jove Xiquets de Vilafranca   |
|        | Colla Joves Xiquets de Valls                 | Valls                                                                             | Alt Camp                  | 1970 (refundació) orígens ca. 1800 | Vermell                     | 3d9sf(c)              | - Diada de Sant Joan (24 de juny) - Diada de Santa Úrsula (21 d'octubre) | Escut de la Colla Joves Xiquets de Valls       |
|        | Colla Vella dels Xiquets de Valls            | Valls                                                                             | Alt Camp                  | 1947 (refundació) orígens ca. 1800 | Rosat                       | 3d9sf(c)              | - Diada de Sant Joan (24 de juny) - Diada de Santa Úrsula (21 d'octubre) |                                                |
|        | Encantats de Begues                          | Begues                                                                            | Baix Llobregat            | 2012                               | Verd ampolla                | 3de7                  | - Festa Major de Begues (juliol) |                                                |
|        | Esperxats de l'Estany                        | Banyoles                                                                          | Pla de l'Estany           | 2012                               | Blau-verd estany            | 3d7                   | - Festa Major de Porqueres (maig) - Barraques de Banyoles (octubre) | Escut dels Esperxats de l'Estany               |
|        | Margeners de Guissona                        | Guissona                                                                          | Segarra                   | 2007                               | Marró                       | 4de8                  | - Festa Major de Guissona | Escut dels Margeners de Guissona               |
|        | Marrecs de Salt                              | Salt                                                                              | Gironès                   | 1995                               | Blau Ter                    | 3de9f                 | - Festa Major de Salt (juliol) - Diada de Sant Narcís (octubre) | Escut dels Marrecs de Salt                     |
|        | Matossers de Molins de Rei                   | Molins de Rei                                                                     | Baix Llobregat            | 2002                               | Marró argila                | 5de7                  | - Aniversari (juliol) - Festa Major de Sant Miquel (setembre) - Diada dels Matossers de Molins de Rei (octubre-novembre)                                                               |                                                |
|        | Minyons de l'Arboç                           | L'Arboç                                                                           | Baix Penedès              | 1958–1985, 2002                    | Vermell                     | 2de7                  | - Festa Major de l'Arboç (últim diumenge d'agost) | Escut dels Minyons de l'Arboç                  |
|        | Minyons de Santa Cristina                    | Santa Cristina d'Aro                                                              | Baix Empordà              | 2014                               | Verd poma                   | 2de6                  | | Escut dels Minyons de Santa Cristina           |
|        | Minyons de Terrassa                          | Terrassa                                                                          | Vallès Occidental         | 1979                               | Malva                       | 4de10fm               | - Festa Major de Terrassa (juliol) - Diada dels Minyons de Terrassa (novembre) | Logotip dels Minyons de Terrassa               |
|        | Moixiganguers d'Igualada                     | Igualada                                                                          | Anoia                     | 1995                               | Morat                       | 3de9f                 | - Festa Major d'Igualada (agost) - Diada dels Moixiganguers (octubre) |                                                |
|        | Nens del Vendrell                            | El Vendrell                                                                       | Baix Penedès              | 1926                               | Vermell                     | 3de9f                 | - Diada de Santa Anna (juliol) - Diada de Santa Teresa (octubre) - Diada de Sant Zacaries (novembre)                                                                                   |                                                |
|        | Nois de la Torre                             | Torredembarra                                                                     | Tarragonès                | 1975                               | Blau cel                    | 2de7                  | - Diada de Santa Rosalia (setembre) | Logotip dels Nois de la Torre                  |
|        | Pallagos del Conflent                        | Prada                                                                             | Conflent (Catalunya Nord) | 2012                               | Granat                      | 4de7                  | |                                                |
|        | Sagals d'Osona                               | Vic                                                                               | Osona                     | 1997                               | Carabassa                   | 5de8                  | - Festa Major de Vic (juliol) - Diada dels Sagals d'Osona (novembre) | Escut dels Sagals d'Osona                      |
|        | Salats de Súria                              | Súria                                                                             | Bages                     | 2008                               | Potassa (salmó)             | 2de7                  | - Festa Major de Súria (juliol) - Diada dels Salats de Súria (octubre) | Escut dels Salts de Súria                      |
|        | Tirallongues de Manresa                      | Manresa                                                                           | Bages                     | 1993                               | Blau i blanc (ratllada)     | 2de8f(c)              | - Festa Major de Manresa (agost) | Escut dels Tirallongues de Manresa             |
|        | Torraires de Montblanc                       | Montblanc                                                                         | Conca de Barberà          | 1994                               | Granat                      | 3de7                  | |                                                |
|        | Xerrics d'Olot                               | Olot                                                                              | Garrotxa                  | 2001                               | Granat                      | 4de7a                 | - Festes del Tura (6 de setembre) - Diada dels Xerrics (octubre) |                                                |
|        | Xicots de Vilafranca                         | Vilafranca del Penedès                                                            | Alt Penedès               | 1982                               | Vermell                     | 4de9f                 | - Vigília de Festa Major de Vilafranca (29 d'agost) - Diada del Roser (octubre-novembre)                                                                                               | Escut dels Xicots de Vilafranca                |
|        | Xics de Granollers                           | Granollers                                                                        | Vallès Oriental           | 1991                               | Granat fosc                 | 2de8f                 | - Diada de l'Ascensió - Festa Major de Granollers (agost) - Diada dels Xics de Granollers (novembre)                                                                                   |                                                |
|        | Xiqüelos i Xiqüeles del Delta                | Amposta, Deltebre                                                                 | Montsià, Baix Ebre        | 2013                               | Blau Delta (Blau)           | 2de6                  | - Diada d'Aniversari dels Xiqüelos i Xiqüeles del Delta (octubre) | Escut dels Xiqüelos i Xiqüeles del Delta       |
|        | Xiquets de Cambrils                          | Cambrils                                                                          | Baix Camp                 | 1993–2002, 2013                    | Bordeus                     | 3de7                  | - Diada de Sant Pere - Diada dels Xiquets de Cambrils (novembre) | Escut dels Xiquets de Cambrils                 |
|        | Xiquets de Reus                              | Reus                                                                              | Baix Camp                 | 1981                               | Marró avellana              | 3de9f                 | - Diada del Mercadal (primer diumenge d'octubre, bianual) - Diada dels Xiquets de Reus (últim diumenge d'octubre)                                                                      |                                                |
|        | Xiquets de Tarragona                         | Tarragona                                                                         | Tarragonès                | 1970                               | Vermell i blanc (ratllada)  | 2de9fm                | - Diada de Sant Magí (19 d'agost) - Festes de Santa Tecla de Tarragona (setembre) | Escut dels Xiquets de Tarragona                |
|        | Xiquets de Vila-seca                         | Vila-seca                                                                         | Tarragonès                | 1991–1997, 2013                    | Blau turquesa               | 3de7                  | - Festa Major de Sant Antoni (agost) |                                                |
|        | Xiquets del Serrallo                         | Tarragona (El Serrallo)                                                           | Tarragonès                | 1988                               | Blau marí                   | 4de8(c)               | - Festes de Santa Tecla de Tarragona (setembre) |                                                |
|        | Castellers de Gavà                           | Gavà                                                                              | Baix Llobregat            | 1994–2004, 2013                    | Blau                        | Pde5                  | - Festa Major de Gavà (juliol) - Diada dels Castellers de Gavà (octubre) |                                                |
|        | Castellers de Sant Adrià                     | Sant Adrià de Besòs                                                               | Barcelonès                | 2013                               | Bordeus                     | Pde5                  | - Festa Major de Sant Adrià de Besòs (setembre) |                                                |
|        | Castellers de Tortosa                        | Tortosa                                                                           | Baix Ebre                 | 2015                               | Granat                      | Pde5                  | - Diada del Bateig dels Castellers de Tortosa (juny) - Festes de la Cinta (setembre)                                                                                                   |                                                |
|        | Colla Castellera La Bisbal del Penedès       | La Bisbal del Penedès                                                             | Baix Penedès              | 2015                               | Taronja                     | 3de7                  | - Festa Major de la Bisbal (15 d'agost) |                                                |
|        | Laietans de Gramenet                         | Santa Coloma de Gramenet                                                          | Barcelonès                | 2013                               | Verd gram(Verd)             | 4de6a                 | - Festa Major de Santa Coloma de Gramenet (setembre) |                                                |
|        | Manyacs de Parets                            | Parets del Vallès                                                                 | Vallès Oriental           | 2015                               | Morat                       | 2de6                  | - Bateig oficial 29/05/2016 |                                                |
|        | Vailets de Gelida                            | Gelida                                                                            | Alt Penedès               | 1985–2000, 2011                    | Verd clar                   | 2de6                  | - Festa Major de Gelida (agost) - Diada dels Vailets de Gelida (novembre) |                                                |
| 2 by 6 | Castellers de Sarrià                         | Barcelona (Sarrià)                                                                | Barcelonès                | 2000-2004 2016                     | Granat                      | 3de7                  | - Diada de Primavera (abril) - Jornada Castellera del Tibidabo (maig) - Festa Major de Sarrià (octubre)                                                                                |                                                |
|        | Castellers de l'Adroc                        | Sant Andreu de la Barca i Pallejà                                                 | Baix Llobregat            | 2016                               | Morat i negre a quadres     | Pde5                  | - Bateig dels Castellers de l'Adroc |                                                |
|        | Malfargats de Pallars                        | Sort i la Pobla de Segur                                                          | Pallars                   | 2018                               | Groga                       | 3de6a                 | |                                                |
|        | Colla Castellera de Cerdanya                 | La Tor de Querol                                                                  | Cerdanya                  | 2018                               | Verdblava                   | 2de6                  | |                                                |
|        | Colla Castellera de Vacarisses               | Vacarisses                                                                        | Vallès Occidental         | 2019                               | Argila                      | 3de6a                 | |                                                |

### Colles castelleres en formació
Les «colles en formació» són una categoria de colles castelleres novelles que han de seguir el Protocol d'Admissió de Noves Colles, un protocol d'ingrés per esdevenir membre de ple dret a la Coordinadora de Colles Castelleres de Catalunya (CCCC). El protocol està fet amb l'objectiu de millorar el servei i atenció que es dona als projectes de creació de noves agrupacions castelleres i, al mateix temps, establir uns requisits que garanteixin que els projectes estiguin realment consolidats i que siguin viables en el moment de l'ingrés efectiu a la CCCC. Tot i no ser membres de ple dret de l'entitat, poden beneficiar-se de les cobertures i serveis que proporciona la CCCC (principalment a nivell d'assegurança i de formació).
Les condicions que s'han de complir són que l'entitat estigui legalment constituïda, que sigui capaç de fer castells de sis pisos, que compti amb un gruix de membres important, que assisteixi a les jornades de prevenció de lesions o que compleixi amb les bones pràctiques establertes entre el col·lectiu. Al cap de dotze mesos, les colles poden formalitzar el seu ingrés a la CCCC. El protocol contempla la figura d'una colla padrina que acompanya i tutela la nova formació. Fou aprovat per la junta de la CCCC el 17 de desembre del 2012 i ratificat per totes les colles en l'assemblea del 16 de març del 2013, celebrada al Vendrell.
A 19 d'agost de 2025 hi ha 4 colles acceptades com a «colla en formació» per la CCCC.
| Nom                                | Localitat                                                                                     | Comarca       | Fundació | Color de camisa        | Màxim castell assolit | Diades destacades | Escut | Admissió CCCC       |
| ---------------------------------- | --------------------------------------------------------------------------------------------- | ------------- | -------- | ---------------------- | --------------------- | ----------------- | ----- | ------------------- |
| Xiquets de Torredembarra           | Torredembarra                                                                                 | Tarragonès    | 2018     | Ratllada blanc i blava | 2de6                  | Diada Dones Amunt |       | Agost de 2018       |
| Castellers de la Selva             | Santa Coloma de Farners                                                                       | Selva         | 2018     | Taronja                | 2de6                  |                   |       | Abril de 2019       |
| Colla Castellera del Baix Montseny | Municipis del Baix Montseny Localitat de referència: Santa Maria de Palautordera, Sant Celoni | Baix Montseny | 2019     | Blanc (provisional)    | 3de6                  |                   |       | Abril de 2023       |
| Xiquetes i Xiquets del Catllar     | El Catllar                                                                                    | Tarragonès    | 2025     | Verd clar              | Pd4                   |                   |       | 4 de Juliol de 2025 |

### Colles castelleres universitàries
Les colles castelleres universitàries són colles castelleres formades per membres de la comunitat universitària, motiu pel qual tots els seus membres són adults. Això afegeix a la dificultat dels seus castells el pes considerablement més gran del tronc superior i el pom de dalt, que en una altra colla estarien formats per infants i adolescents. No solen actuar en el context casteller ortodox, és a dir, ni amb colles no universitàries, ni en diades del calendari tradicional. Sovint, els mateixos membres d'aquestes colles també pertanyen a colles castelleres convencionals.
Actualment hi ha quinze colles universitàries en actiu, cartorze de les quals són membres de ple dret de la CCCC i una (els Marracos de la UdL) que no en forma part.
|  | Nom                                  | Universitat                                                      | Localitat             | Fundació        | Color de camisa | Màxim castell assolit | Escut                                                     |
|  | ------------------------------------ | ---------------------------------------------------------------- | --------------------- | --------------- | --------------- | --------------------- | --------------------------------------------------------- |
|  | Arreplegats de la Zona Universitària | Zona Universitària                                               | Barcelona             | 1995            | Verd quiròfan   | 4de8                  | Escut dels Arreplegats de la Zona Universitària           |
|  | Bergants del Campus de Terrassa      | Campus de Terrassa                                               | Terrassa              | 2013            | Verd llima      | 4de7a                 | Escut de la colla castellera Bergants del Campus Terrassa |
|  | Emboirats de la UVIC                 | Universitat de Vic                                               | Vic                   | 2000–2007, 2011 | Vermell         | 4de7                  | Emboirtas de Vic                                          |
|  | Engrescats de la URL                 | Universitat Ramon Llull                                          | Barcelona             | 2013            | Groc            | 4de7                  |                                                           |
|  | Ganàpies de la UAB                   | Universitat Autònoma de Barcelona                                | Cerdanyola del Vallès | 1994            | Blau fort       | 3d8f                  | escut dels Ganàpies de la UAB                             |
|  | Grillats del CBL                     | Campus del Baix Llobregat (UPC)                                  | Castelldefels         | 2015            | Morat           | 3de6a                 |                                                           |
|  | Llunàtics de la UPC de Vilanova      | Escola Politècnica Superior d'Enginyeria de Vilanova i la Geltrú | Vilanova i la Geltrú  | 2013            | Blau fosc       | Pde5                  |                                                           |
|  | Marracos de la UdL                   | Universitat de Lleida                                            | Lleida                | 2001            | Gris            | Pd6f                  | Marracos de la UdL                                        |
|  | Passerells del Tecnocampus           | TecnoCampus Mataró-Maresme                                       | Mataró                | 2011            | Malva           | 2de7f                 | Escut dels Passerells del Tecnocampus                     |
|  | Pataquers de la URV                  | Universitat Rovira i Virgili                                     | Camp de Tarragona     | 2007            | Taronja         | 3de7                  |                                                           |
|  | Penjats del Campus de Manresa        | - Escola Politècnica Superior d'Enginyeria de Manresa - UManresa | Manresa               | 2013            | Vermella        | 3de6a                 | Escut dels Penjats del Campus de Manresa                  |
|  | Trempats de la UPF                   | Universitat Pompeu Fabra                                         | Barcelona             | 2014            | Marró avellana  | 2de7f                 |                                                           |
|  | Xoriguers de la UdG                  | Universitat de Girona                                            | Girona                | 1998            | Blau            | 4de7a                 | Escut dels Xoriguers de la Udg                            |
|  | Gambirots de la UIB                  | Universitat de les Illes Balears                                 | Palma, Mallorca       | 2003-2010, 2024 | Blau fluix      |                       | Escut dels Gambirots de la UIB                            |
|  | Descargolats de l'EEBE               | Escola d'Enginyeria de Barcelona Est (EEBE)                      | Sant Adrià de Besòs   | 2024            | Rosa            | 4d6                   |                                                           |

Colles castelleres universitàries desaparegudes
| Nom                                     | Universitat                                                                      | Localitat | Fundació  | Color de camisa     | Màxim castell assolit | Escut |
| --------------------------------------- | -------------------------------------------------------------------------------- | --------- | --------- | ------------------- | --------------------- | ----- |
| Mangoners de la Universitat de Perpinyà | Universitat de Perpinyà Via Domícia                                              | Perpinyà  | 2008      | Carbassa            |                       |       |
| Minyeuetts de la Salle                  | Escola Universitària d'Enginyeria Tècnica de Telecomunicacions (EUETT), La Salle | Barcelona | 1990-1991 | Blanc (Provisional) |                       |       |

## Colles castelleres desaparegudes
| Nom                                       | Localitat                                               | Comarca                    | Fundació        | Desaparició | Color de camisa                       | Màxim castell assolit | Diades destacades | Escut                            |
| ----------------------------------------- | ------------------------------------------------------- | -------------------------- | --------------- | ----------- | ------------------------------------- | --------------------- | --- | -------------------------------- |
| Castellers de Granollers                  | Granollers                                              | Vallès Oriental            | 1982            | 1982        | Blau fort                             | 3de6                  | |                                  |
| Ses Talaies de Formentera                 | Sant Francesc                                           | Formentera                 | 2009            |             | Groc blat                             | 2de6                  | - Festes de Santa Maria de Formentera (agost)                                                                               |                                  |
| Angelets del Vallespir                    | Sant Joan de Pladecorts                                 | Vallespir (Catalunya Nord) | 2001            | 2019        | Blau                                  | 3de7                  | |                                  |
| Castellers de Solsona                     | Solsona                                                 | Solsonès                   | 2010            | 2016        | Groc                                  | 3de7                  | - Festa Major de Solsona (setembre) - Aniversari dels Castellers de Solsona (octubre)                                       | Escut dels Castellers de Solsona |
| Castellers de la Roca                     | La Roca del Vallès                                      | Vallès Oriental            | 1974            | 1980        | Vermell; Blau (a partir de 1975)      | Pde5                  | |                                  |
| Castellers de l'Albera                    | La Jonquera                                             | Alt Empordà                | 1995            | 2002        | Taronja                               | 4de7a(c)              | - Aniversari del Bateig (abril) - Festa Major de la Jonquera (8 de setembre) - Diada dels Castellers de l'Albera (novembre) |                                  |
| Castellers de les Gavarres                | Llagostera, Riudellots de la Selva, Caldes de Malavella | Gironès                    | 2015            | 2022        | Marró suro                            | 2de6                  | - Festa Major de Llagostera (maig)                                                                                          |                                  |
| Castellers de l'Hospitalet                | L'Hospitalet de Llobregat                               | Barcelonès                 | 1996            | 2005        | Marró teula                           | 3de7                  | |                                  |
| Castellers de Martorell                   | Martorell                                               | Baix Llobregat             | 1996            | 2002        | Lila                                  | 2de6(c)               | |                                  |
| Castellers de Montmeló                    | Montmeló                                                | Vallès Oriental            | 1978            | 1982        | Blau fort                             | 2de6                  | |                                  |
| Castellers de Ribes                       | Sant Pere de Ribes                                      | Garraf                     | 1981            | 1985        | Marró terra                           | 3de7                  | - Sant Pau (gener) - Sant Pere (juny)                                                                                       |                                  |
| Castellers de Sant Andreu de la Barca     | Sant Andreu de la Barca                                 | Baix Llobregat             | 1996            | 2006        | Negre                                 | 4de7a                 | |                                  |
| Castellers de Sitges                      | Sitges                                                  | Garraf                     | 1971            | 1987        | Blau marí                             | 2de7                  | - Festa Major de Sant Bartomeu (24 d'agost)                                                                                 |                                  |
| Castellers de Vilanova - Colla de Mar     | Vilanova i la Geltrú                                    | Garraf                     | 1972            | 1983        | Blau marí                             | 4de7a(c)              | - Festa Major de les Neus (agost)                                                                                           |                                  |
| Castellers del Collell                    | Sant Ferriol                                            | Garrotxa                   | 1986            | 1986        | Ratllada (blanc i blau)               | 4de6                  | |                                  |
| Colla Castellera de Sant Boi              | Sant Boi de Llobregat                                   | Baix Llobregat             | 1994            | 2007        | Gris fosc                             | 3de7                  | - Festa Major de Sant Boi                                                                                                   |                                  |
| Colla Castellera La Global de Salou       | Salou                                                   | Tarragonès                 | 2009            | 2013        | Blau                                  | 3de6a                 | |                                  |
| Colla Castellera Nyerros de la Plana      | Manlleu                                                 | Osona                      | 1999            | 2022        | Gris clar                             | 4de7a(c)              | | Escut dels Nyerros de la Plana   |
| Colla dels Xiquets de Valls               | Valls                                                   | Alt Camp                   | 1939            | 1947        | Vermell o rosat                       | 4de8                  | |                                  |
| Colla Jove de Castellers de Cubelles      | Cubelles                                                | Garraf                     | 1994            | 1995        | Blanc;Verd                            | Pde4                  | |                                  |
| Colla Jove dels Castellers de Vilafranca  | Vilafranca del Penedès                                  | Alt Penedès                | 1984            | 1985        | Ratlles molt fines (gris i blanc)     | 3de7ps                | |                                  |
| Colla Jove del Vendrell                   | El Vendrell                                             | Baix Penedès               | 1974            | 1975        | Blau turquesa                         | Pde5                  | |                                  |
| Colla Jove de Vilanova                    | Vilanova i la Geltrú                                    | Garraf                     | 1982            | 1994        | Rosat                                 | 3de7                  | |                                  |
| Colla Nova del Vendrell                   | El Vendrell                                             | Baix Penedès               | 1993            | 2004        | Blau turquesa                         | 2de7                  | |                                  |
| Cos de Castellers de Ballets de Catalunya | Barcelona                                               | Barcelonès                 | 1958            | 1963        | Blanc; Vermell (a partir de 1960)     | 3de6                  | |                                  |
| Ganxets de Reus                           | Reus                                                    | Baix Camp                  | 1948—1948, 1991 | 2005        | Lila morat                            | 2de7                  | |                                  |
| Joves des Raiguer                         | Alaró                                                   | Es Raiguer (Mallorca)      | 2003            | 2006        | Blau marí                             | Pde4ps                | - Diada de Sant Pere (juny) - Diada de Sant Roc (agost)                                                                     |                                  |
| Marrecs del Catllar                       | El Catllar                                              | Tarragonès                 | 1985            | 1985        | Blau grisós                           | Pde4                  | |                                  |
| Picapolls de la Gavarresa                 | Artés                                                   | Bages                      | 2014            | 2023        | Morat                                 | 4de7                  | |                                  |
| Vailets de l'Empordà                      | Castelló d'Empúries                                     | Alt Empordà                | 2012            | 2022        | Blau cel                              | 5de7                  | |                                  |
| Vailets de Ripollet                       | Ripollet                                                | Vallès Occidental          | 1996            | 2007        | Groc pollet                           | 5de7                  | - Diada d'Aniversari (1 de maig) - Festa Major de Ripollet (agost) - Diada dels Vailets de Ripollet (novembre)              |                                  |
| Xicots de Valls                           | Valls                                                   | Alt Camp                   | 1988            | 1989        | Vermella amb banda horitzontal blanca | 3de7                  | |                                  |
| Xiquets de Gavà                           | Gavà                                                    | Baix Llobregat             | 1961            | 1962        | Blau fort                             | Pde5                  | |                                  |
| Xiquets de Gràcia                         | Barcelona (Vila de Gràcia)                              | Barcelonès                 |                 | —           | —                                     |                       | |                                  |
| Xiquets de l'Eramprunyà                   | Gavà                                                    | Baix Llobregat             | 1947            | 1950        | Blau fort                             | 4de6a                 | |                                  |
| Xiquets de la Bisbal                      | La Bisbal del Penedès                                   | Baix Penedès               | 1934            | 1935        | —                                     |                       | |                                  |
| Xiquets de la Vila d'Alcover              | Alcover                                                 | Alt Camp                   | 1984            | 2009        | Granat                                | 4de8(c)               | |                                  |
| Xiquets d'Alcover                         | Alcover                                                 | Alt Camp                   | 2012            | 2019        | Verd oliva                            | 5de6                  | |                                  |
| Los Xics Caleros                          | L'Ametlla de Mar                                        | Baix Ebre                  | 2012            | 2018        | Ratllada (blau i blanc)               | 2de6                  | | Escut de Los Xics Caleros        |

## Colles castelleres fora de l'àmbit cultural català
| Nom                                             | Localitat                                         | País           | Estat        | Fundació | Color de camisa   | Castells assolits | Escut |
| ----------------------------------------------- | ------------------------------------------------- | -------------- | ------------ | -------- | ----------------- | ----------------- | ----- |
| Califòrnia Kids                                 | Irvine, Califòrnia                                | Estats Units   | Desapareguda | 2005     | Taronja           | Pde4              |       |
| Castellers de Berlin                            | Berlín                                            | Alemanya       |              | 2018     |                   |                   |       |
| Castellers de Cerro Navia                       | Cerro Navia, Santiago de Xile                     | Xile           | Desapareguda | 2007     | Vermell           | 3de5              |       |
| Castellers de la Usach                          | Universitat de Santiago de Xile, Santiago de Xile | Xile           | Desapareguda | 2008     | Blau              | Pde4              |       |
| Castellers de Lausanne                          | Lausanne                                          | Suïssa         |              | 2023     |                   |                   |       |
| Castellers de Lo Prado                          | Lo Prado, Santiago de Xile                        | Xile           |              | 2007     | Verd              | 3de7              |       |
| Castellers de Mont-real                         | Mont-real                                         | Quebec, Canadà |              | 2007     | Beix              | Pde4              |       |
| Castellers de París                             | París                                             | França         |              | 2015     | Blau              | 2de6 Pde5ps(c)    |       |
| Castellers d'Estocolm                           | Estocolm                                          | Suècia         |              | 2024     | Groc              |                   |       |
| Castellers de Sydney                            | Sydney                                            | Australia      |              | 2016     | Groc daurat       | 3de6a             |       |
| Castellers de Talca                             | Talca                                             | Xile           | Desapareguda | 2009     | Groc              | 3de5              |       |
| Castellers de Tokyo                             | Tòquio                                            | Japó           |              | 2024     | Granat            |                   |       |
| Castellers de Tolosa                            | Tolosa                                            | França         |              | 2023     | Vermell           | 3d6, 4d6          |       |
| Castellers de Zürich                            | Zúric                                             | Suïssa         |              | 2024     |                   |                   |       |
| Castellers do Brasil                            | Capão Redondo, São Paulo                          | Brasil         | Desapareguda | 2008     | Verd fosc         | Pde4              |       |
| Castellers of London                            | Londres                                           | Regne Unit     |              | 2015     | Vermell           | 5de6              |       |
| Colla Castellera d'Edinburgh                    | Edimburg                                          | Escòcia        |              | 2016     | Blau marí         |                   |       |
| Colla Castellera de Madrid                      | Madrid                                            | Espanya        |              | 2017     | Vermell           | Pde5              |       |
| Colla Castellera Les Quatre Barres              | Castelar, Morón, Gran Buenos Aires                | Argentina      | Desapareguda | 1997     | Blau              | Pde4              |       |
| Colla Castellera del Casal Virolai de Querétaro | Santiago de Querétaro                             | Mèxic          | Desapareguda | 1998     | Lila              | Pde4              |       |
| Euskal Herriko Casteller Taldea                 | Donostia                                          | País Basc      |              | 2024     | Morat             | Pde4              |       |
| Koales de Melbourne                             | Melbourne                                         | Austràlia      |              | 2014     | Blau naval        |                   |       |
| Mannekes de Brussel·les                         | Brussel·les                                       | Bèlgica        |              | 2024     | Groc              | 3de6, 4de6, Pde4  |       |
| Mataresos de l'Alguer                           | L'Alguer                                          | Itàlia         |              | 2023     | Vermell           |                   |       |
| Xiquets de Copenhagen                           | Copenhaguen                                       | Dinamarca      |              | 2013     | Blau marí         | 5 de 6            |       |
| Xiquets de Hangzhou                             | Deqing                                            | Xina           | Desapareguda | 2010     | Rosat             | 3de9f             |       |
| Xiquets de l'Alster                             | Hamburg                                           | Alemanya       | Desapareguda | 2013     | Verd blavós fluix |                   |       |